# Madagaszkár megszállása
Madagaszkár megszállása a második világháború egyik hadművelete volt 1942. május 5. és november 6. között, amelyet Nagy-Britannia hajtott végre a dél-afrikai hadsereg segítségével a francia csapatok ellen.

## Előzmények
1940. május 10-én a Harmadik Birodalom megtámadta Franciaországot. A franciaországi hadjárat első szakaszában a németek Dunkerque-ig szorították vissza a francia alakulatokat és a Brit Expedíciós Haderőt, amelyet a Dinamó hadművelettel sikerült kimenekíteni a kontinensről. Ezután a németek megkerülték a fő francia védelmi állást, a Maginot-vonalat, és mélyen benyomult az ország területére. Június 10-én Olaszország is hadat üzent Franciaországnak, és támadást indított az ország déli részén. Június 14-én elesett Párizs, június 22-én pedig a franciák kénytelenek voltak aláírni a fegyverszüneti megállapodást a compiègne-i erdőben.
Franciaország jelentős része német, egy kisebb területe pedig olasz fennhatóság alá került. A meg nem szállt területeken megalakult a kollaboráns kormány, a Vichy-kabinet. Franciaország tengerentúli területei, gyarmatai a kormány alá tartoztak, amelynek függetlensége azonban csak névleges volt, mozgásterét Németország szabta meg. Ennek megfelelően Madagaszkár is közvetlenül a Vichy-kormány (közvetetten pedig a Harmadik Birodalom) fennhatósága alá tartozott. 
A sziget stratégiai fekvése miatt a németek megpróbálták rábeszélni a Japán Birodalmat arra, hogy növelje jelenlétét a térségben, és Ausztrália helyett inkább Madagaszkárra és a Seychelle-szigetekre fókuszáljon. Ez súlyos csapás lett volna London számára, ugyanis a sziget az Afrika déli részét megkerülő ázsiai, nyugat-afrikai konvojútvonalak mentén feküdt, és az onnan induló japán tengeralattjárók megtizedelhették volna a hajókaravánokat.

## Előkészületek
1941 végén a brit hadvezetés úgy döntött, hogy megelőző támadást indít, és megszállja Madagaszkárt. Charles de Gaulle levelet intézett Winston Churchillhez, amelyben arra kérte, hogy az akcióban vehessenek részt a Szabad Francia Erők is. Az angol miniszterelnök ennek ellenére úgy döntött, hogy brit és dél-afrikai csapatokat vet be. 1942 március-áprilisban a dél-afrikai légierő felderítő repüléseket hajtott végre a sziget felett. Március 23-án Robert Sturges admirális vezetésével elindult Skóciából a flotta (Force 121) Madagaszkár felé. Útközben csatlakozott hozzá az Edward Syfret tengernagy által irányított hajóhad (Force H), amely Sierra Leonéból futott ki. Dál-Afrikában felvettek három gyalogosdandárt, a 13.-at, a 17.-et és a 29.-et. A hajóhad egy csatahajóból, két repülőgép-hordozóból, két cirkálóból, 11 rombolóból, hat aknaszedőből és egyéb vízi járművekből állt.

## Első felvonás
Május 5-én hajnali két órakor a britek megindították az Ironclad hadműveletet a sziget északkeleti részén fekvő Courrier- és Ambararatra-öböl ellen, ahonnan a fő célpont, Diego Suárez kikötője felé terveztek fordulni. A Courrier-öbölben a 17. dandár, az Ambararatra-öbölben a 29. szállt partra. Ez volt a britek első kétéltű hadművelete a második világháborúban. A briteknek szerencséjük volt, a tenger nyugodt volt. Az első hullámban öt partraszállító jármű indult Madagaszkár felé, majd összesen 13 ezer brit katona szállt partra.

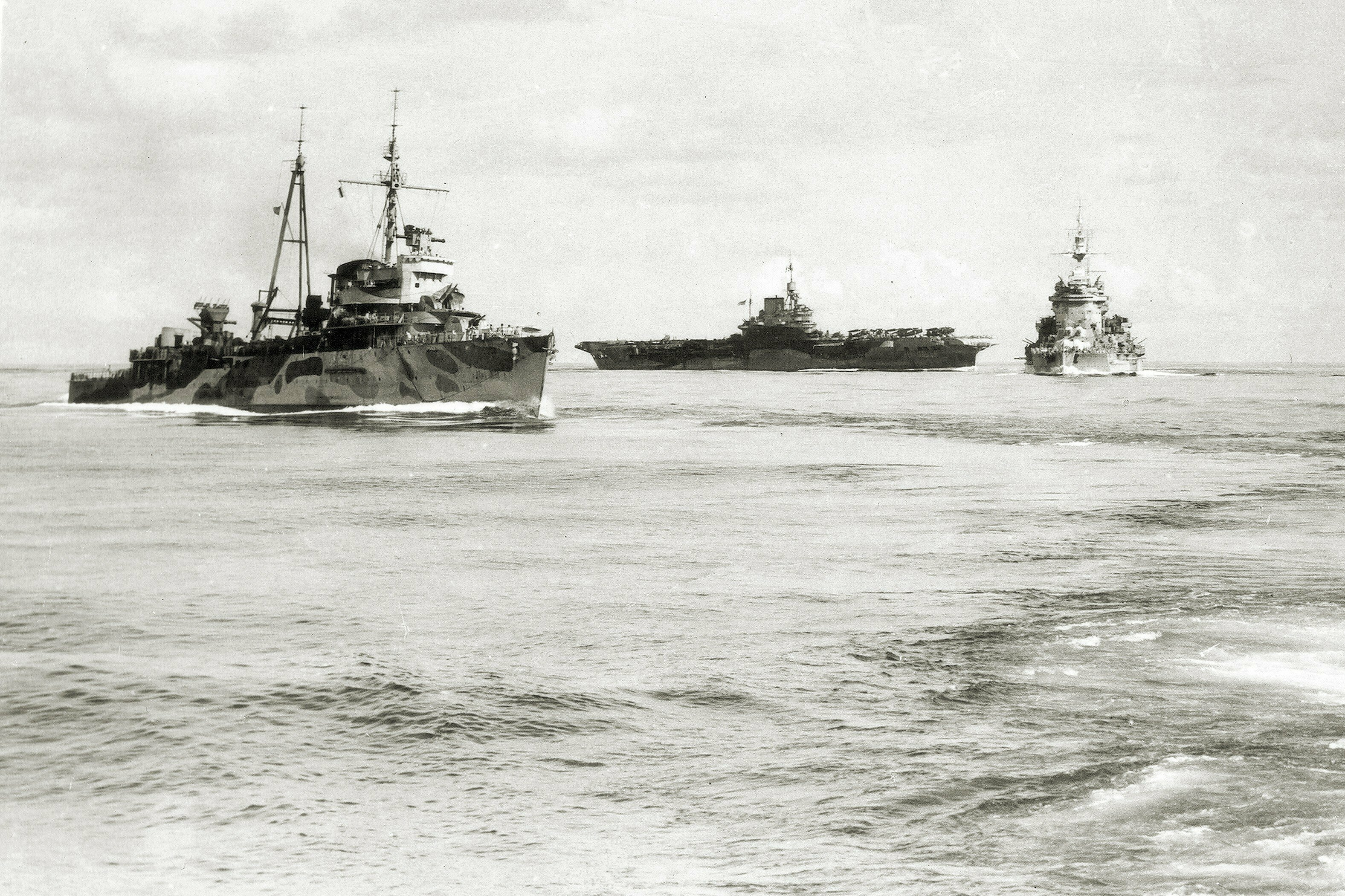
A Hr.Ms. Jacob van Heemskerck holland flottillavezető romboló a brit HMS Illustrious repülőgép-hordozó és az HMS Warspite csatahajó, az inváziós flotta zászlóshajója társaságában.

A francia erőket Armand Annet főkormányzó vezette, aki mintegy nyolcezer emberrel (hatezer madagaszkári, szenegáli és kétezer francia katona) rendelkezett. Közülük mintegy háromezren állomásoztak a brit támadás helyszínének közelében; ők nem tudtak komoly ellenállást kifejteni. A franciáknak nyolc parti ütegük, két felfegyverzett kereskedelmi hajójuk, öt tengeralattjárójuk és 27 repülőgépük volt.
A kommandósok álmukba lepték meg a parti ágyúk személyzetét, majd a mocsarakon, sűrű bozótosokon keresztül Diego Suárez felé indultak. Komolyabb ellenállással csak a francia haditengerészeti bázisnál találkoztak. A britek Tetrarch könnyűpáncélosokat is bevetettek. A dél-lancashire ezrednek sikerült megkerülnie a francia védvonalat, de miután a rádiójuk tönkrement, visszavonultak. Az HMS Anthony romboló egyenesen behajózott a kikötőbe, és Antisaranénál ötven tengerészgyalogost tett partra, káoszt okozva a városban. Végül a 17. dandár áttörte a francia védelmet. Május 7-én a csata véget ért, mert a franciák megadták magukat, többen pedig dél felé menekültek.
A partraszállás légi fedezetét az HMS Indomitable és az HMS Illustrious biztosította. A flotta zászlóshajója, az HMS Ramilles csatahajó volt. A brit repülők megtámadták a horgonyzó francia hajókat, és ejtőernyősbábukat dobtak le a sziget keleti részén, hogy megtévesszék a védőket.
Május 29-én három japán tengeralattjáró (I–10, I–16, I–20) megtámadta a brit hajókat Antsirananánál. Egy tartályhajót elsüllyesztettek, az HMS Ramillest megrongálták. Két kisebb japán tengeralattjáró megsemmisült, az egyik elsüllyedt, a másik partra futott, és a sziget belsejébe tartó katonákat a britek megölték.

## Második felvonás

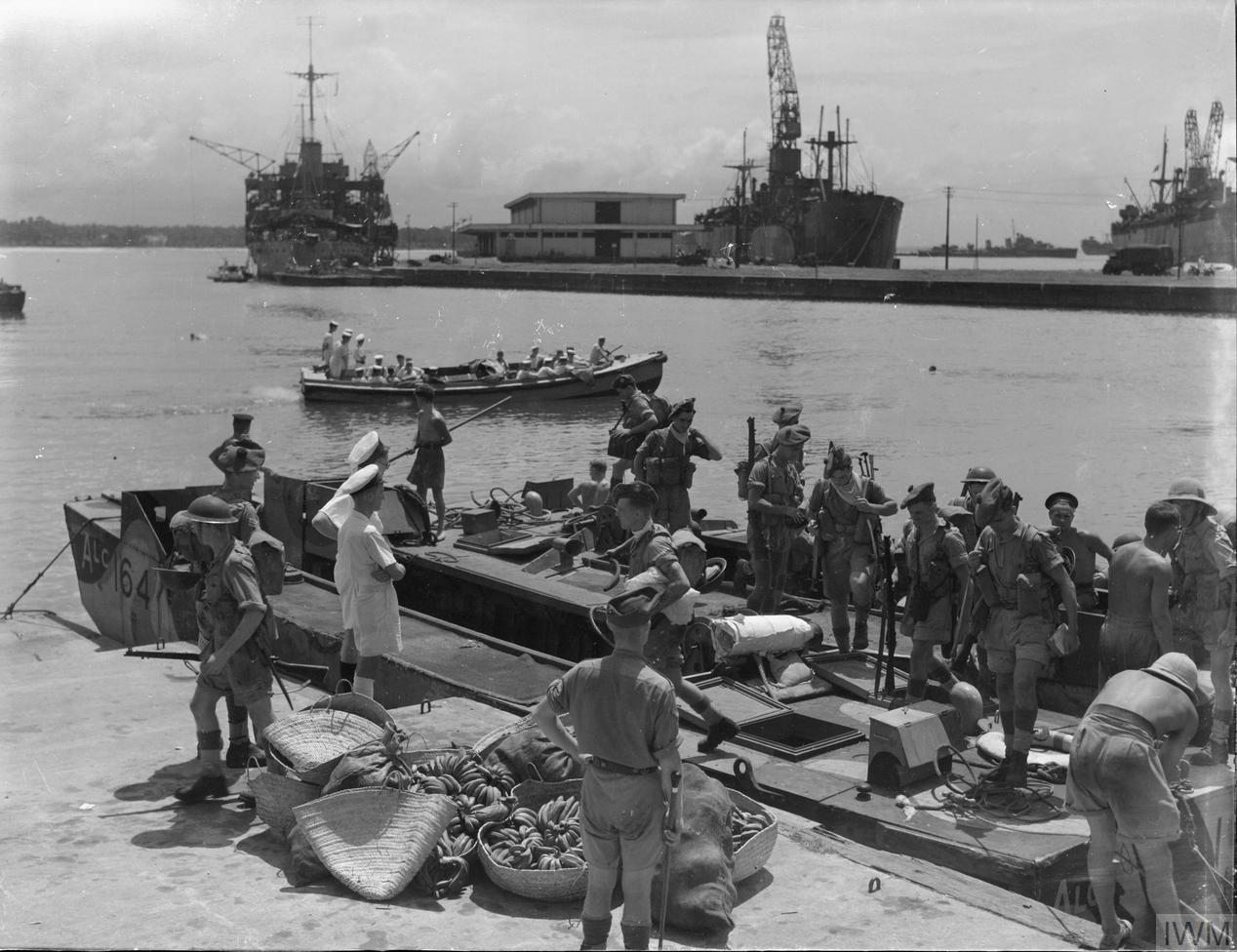
Brit csapatok Tamatave kikötőjében szeptember 19-én

Habár a britek elfoglalták a sziget legfontosabb kikötőjét, Diego Suárezt, Madagaszkár belsejében a franciák folytatták az ellenállást, és kisebb rajtaütésekkel próbálkoztak. A nyáron a britek utánpótlást kaptak: június 8-án a 22. kelet-afrikai gyalogosdandár (A Király Afrikai Lövészei), június 24-én a 7. dél-afrikai motorizált lövészdandár, augusztus 8-án pedig a 27. rhodéziai gyalogosdandár szállt partra.
Szeptember 10-én a britek új támadást indítottak. A Steam Line Jane-hadművelet három külön akcióból (Steam, Line, Jane) állt. Szeptember 10-én a 29. és a 22. dandár szállt partra a északnyugati Mahajangánál. A franciák golyószórótűzzel fogadták az első hullámot. A kommandósok ennek ellenére elérték céljukat, és elfoglalták a kormányzó házát, majd a brit lobogó, a Union Jack felhúzásával jelt adtak a közelben várakozó hajóknak. A katonák innen a francia főváros, Tananarive felé indultak. A franciák útakadályokkal és kisebb támadásokkal lassították az előrenyomulást. Szeptember 23-án a britek bevették a várost.
Szeptember 18-án újabb partraszállás következett a keleti parti Tamatavénál. Az akciót nehezítették a nagy hullámok. Az HMS Birmingham könnyűcirkáló tüzet nyitott a védőállásokra, és a franciák gyorsan megadták magukat. Tamatavéból a gyalogosok déli irányba, Tananarive, majd Moramanga felé törtek előre. Szeptember 30-án újabb partraszállás következett a sziget déli részén, Tulearnál, és a britek befejezettnek nyilvánították a hadműveletet.
Október 18-án megindult az utolsó brit offenzíva az Andramanalina-völgyben, ahol a franciák ellentámadásra készültek. A Király Afrikai Lövészeinek sikerült gyülekezés közben meglepetésszerűen megtámadniuk őket, és 800 hadifoglyot ejtettek. A franciák november 5-én Ihosy közelében megadták magukat. Másnap őrizetbe vették a francia főparancsnokot, és Madagaszkár megszállása befejeződött. A britek vesztesége 620 fő, a franciáké 650 volt.  A sziget új főparancsnoka a szabad franciákhoz tartozó Paul Lengetihomme lett.